# استیو بالمر
استیو آنتونی بالمر (به انگلیسی: Steven Anthony Ballmer) (زاده ۲۴ مارس ۱۹۵۶ در شهر دیترویت ایالت میشیگان ایالات متحده آمریکا) مدیرعامل سابق مایکروسافت است. او تحصیلات خود را در کالج هاروارد در رشته ریاضیات و اقتصاد گذراند.او از ژانویهٔ ۲۰۰۰ تا فوریه ۲۰۱۴ مدیرعامل شرکت مایکروسافت بود. او تمام دارایی خود را از راه کارمندی شرکت مایکروسافت بدست آورد، در حالی که نه مؤسس و نه خویشاوند مؤسس شرکت بود. همچنین پس از بازنشستگی از مایکروسافت باشگاه لس آنجلس کلیپرز را خریداری کرد. ۱ در فهرست ثروتمندترین افراد دنیا که توسط مجلهٔ فوربز منتشر می‌شود، با دارایی معادل ۱۲۰ میلیارد دلار جزوه ده نفر برتر ثروتمندان دنیا قرار گرفته است ۱ او از یک پدر مهاجر سوییسی و مادر یهودی بلاروسی به دنیا آمد.

## سمت‌ها
بالمر در قسمت‌های مختلف شرکت مایکروسافت شامل توسعه سیستم‌های عامل، اجرا، فروش و پشتیبانی مدیر بوده‌است. در ژوئیه ۱۹۹۸ بالمر به مدیریت مایکروسافت ارتقاء پیدا کرد. در ژانویه ۲۰۰۰ پس از آن‌که بیل گیتس از سمت مدیرعامل استعفا داد، بالمر به این سمت برگزیده شد.
درحالیکه بیل گیتس بخش فنی را زیر نظر دارد، بالمر امور مالی را هدایت می‌کند. در سال ۲۰۰۳ میلادی بالمر ۸٫۳٪ از سهام خود را فروخت و تنها ۴٪ از آن را نگه داشت.
در ماه اوت ۲۰۱۳ اعلام شد که بالمر ظرف مدت ۱۲ ماه از سمت خود کنار خواهد رفت و کمیته‌ای که بیل گیتس هم یکی از اعضای آن است در مورد انتخاب مدیرعامل جدید تصمیم خواهد گرفت. نهایتاً در فوریه ۲۰۱۴، ساتیا نادلا به عنوان مدیرعامل جدید مایکروسافت انتخاب شد.۱
پالمر که برای ۱۴ سال سکان هدایت مایکروسافت را بر عهده داشت، ۴ درصد از سهام توییتر را (به ارزش ۸۰۰ میلیون دلار) خرید و به سومین سهامدار بزرگ این کمپانی تبدیل شد. سهام بالمر اکنون از جک دورسی، مؤسس و مدیرعامل کنونی توییتر بیشتر است.